# 川畑輝鎮
川畑 輝鎮（かわばた きしん、1965年4月29日 - ）は、日本の男性プロレスラー。本名は川畑 輝（かわばた ひかる）。鹿児島県大島郡出身。血液型O型。

## 経歴
専修大学時代は相撲部に在籍し、全国学生相撲大会115kg以下級で3位の実績を持つ。
1991年2月のSWS第2回新人公募に合格し入門。9月16日、SWS福井市体育館大会における対片山明&山中鉄也戦で本名の「川畑輝」としてデビュー（パートナーは平井伸和）。
1992年6月のSWS崩壊後はNOWに合流した。しかし、旗揚げ直後となる1993年1月8日、前日の福井県鯖江市での興行を終えて、直井敏光が運転するリング機材を乗せたトラックで帰京する途中、敦賀市の北陸自動車道上り線で道路の右側斜面に衝突し横転事故を起こし、福井県武生市内の病院に救急搬送された。直井は頭蓋底骨骨折で死亡したが、川畑は左上腕骨と右足に全治6週間の重傷を負ったが生還し、その後、活動に復帰している。
NOW崩壊後は東京プロレス、石川一家、新東京プロレスと移り、1998年からはフリーランスとして活動を開始。
インディー時代、そのキャリアに似合わぬ落ち着いた雰囲気から、『若き重鎮』と呼ばれた。
2000年末の有明コロシアム大会でプロレスリング・ノアに初参戦。その後、1年間フリーランスとしてノアに参戦していたが、2001年末に正式に所属選手となった。モハメド・ヨネも同時期に入団している。
ノア入団後は中堅どころで目立たなく、大学の後輩でもある秋山準に「健康のためにプロレスをやっている」と言われて奮起。2004年5月、白GHC（グローバル・ハードコア・クラウン）に挑戦するも敗北。齋藤彰俊率いるダーク・エージェントへの加入を目指し、「ダーク引越センター下請け業者」を経てついに正式加入を認められた。
2006年10月、再度白GHCに挑戦するが敗北。この時の王者・志賀賢太郎はパンチパーマのキャラクターでブレイク中であり、川畑は強制パンチパーマの罰ゲームを受けるが、次第に志賀と意気投合するようになり、志賀とのタッグを組む機会が多くなった。2007年、グローバル・ハードコア・クラウン王座タッグトーナメントに志賀と組んで「パンチパーマ・ブラザーズ（通称・パンパーズ）」を名乗り出場。決勝で潮崎豪・谷口周平組を破り第6代白GHC王者となった。志賀の愛称「アニキ」に対し、川畑は「カシラ」と呼ばれていた。
パンパーズとしてヨーロッパ遠征も行い、白GHCは防衛回数を重ねるものの、パンパーズのライバルとなりうるタッグが現れず、2007年11月、個々のレベルアップを図るためとして志賀とのタッグを発展解消することを決意。パンパーズ対決を制した川畑はシングル王者として第7代白GHC王者となった。
穏和な外見から、「パパ」の愛称で古くから親しまれている。実際既婚で子供もいる。これまで過去に所属したすべての団体が崩壊しており一部では「団体クラッシャー」と嘯かれていたが、ノア入団によって苦節十年にして安住の地を得ることとなった。しかし2009年12月末日付で「年間報酬保障フリー選手契約が満了」となりノアを退団、フリーとなった。
以降は鹿児島県に転居し、2017年4月に鹿児島市の繁華街である天文館にスナックを開店。店主を務める傍ら、鹿児島県内で行われるプロレスリング・ノア、全日本プロレス、大日本プロレスなどの興行にスポット参戦している。

## 得意技
ヘビー級の体格な上40歳を既に超えているにもかかわらず、飛び技を得意とする。

### 各種セントーン
川畑の代名詞的な技であり、アンコ体型とは思えぬ高く重いセントーンを繰り出す。また、種類も多種多様であり、志賀賢太郎と合同で繰り出すものもある。
ダイビングセントーン
トップコーナーからのセントーン。もろにヘビー級の体が降ってくる姿は迫力がある。
サマーソルトドロップ
セントーン→サマーソルトドロップ、または逆の順序で決めることが多い。
リバースセントーン
ロープの反動を利して、リバース・スプラッシュのような体勢から一気に体を丸めて繰り出すセントーン。見栄えもよく、威力もある一撃。2007年、白GHC王座タッグトーナメントの優勝決定戦で谷口周平相手に、初めて披露された。
ロールパン
志賀賢太郎との合体技。自らはトップコーナーに上り、志賀が下からアイコノクラズムの要領で、相手の上に川畑を叩き付けるセントーン。近藤修司、"brother"YASSHI組が使用する、バビロンに類似した技。
華麗パン
志賀賢太郎との合体技。志賀に雪崩式ブレーンバスターの要領で投げられ、リングに寝ている相手にセントーンをお見舞いする。仮名の命名は高山だが、正式名称は未だ不明。

### その他
アックスボンバー
志賀賢太郎との白GHC選手権ではトップロープから繰り出したこともある。技の名前を叫ぶのはお約束。
ムーンサルトプレス
ビッグマッチで繰り出す隠し技。
イナバウア（スウェーバック）
正面からの上半身への攻撃を上体を反らすことによって回避する。
ミサイルキック
マットと平行に跳び、突き刺すように相手の胸板を捉える。
アトミックドロップ
ここからバックドロップに繋げることが多いが稀に違う技を持ってくることもある。
桜島
相手をフィッシャーマンキャリーで担ぎ上げ、前方に軽く投げた後、自分は剣山の形でしゃがみ込み相手の腹に膝を突き刺す技。技名は出身地の鹿児島名物桜島火山より。

## 入場テーマ曲
- AVALANCHE
- 兄弟仁義 / 北島三郎（志賀賢太郎とのタッグ時）

## タイトル歴
プロレスリング・ノア
- GHC無差別級王座
  - 第6代（パートナーは志賀賢太郎）
  - 第7代